# Corcovadocola
Corcovadocola is een geslacht van wantsen uit de familie van de Miridae (Blindwantsen). Het geslacht werd voor het eerst wetenschappelijk beschreven door  in .

## Soorten
Het genus bevat de volgende soorten:

- Corcovadocola hypophylla Carvalho, 1948
- Corcovadocola itatiaiana Carvalho, 1980
- Corcovadocola pilosa Carvalho, 1948